# Aérodrome de Bressaucourt
L'aérodrome de Bressaucourt est un aérodrome régional suisse situé dans le canton du Jura sur le territoire de la commune de Fontenais (sur l'ancienne commune de Bressaucourt), à 4 km au sud-ouest de Porrentruy. Ouvert en 2011, il succède à l'ancien champ d'aviation de Courtedoux.

## Situation

### Carte des aéroports en Suisse
| \| 20 km1:1 107 000 \| EuroAirport Basel-Mulhouse-Freiburg Zurich Genève Berne Birrfeld Bressaucourt Fribourg Granges La Chaux-de-Fonds Lausanne Lugano Samedan Saint-Gall Sion Alpnach Buochs Dübendorf Emmen Payerne Ambri Amlikon Bad Ragaz Bellechasse Bex Biel-Kappelen Buttwil Courtelary Dittingen Fricktal-Schupfart Gruyère Hasenstrick Hausen am Albis Kägiswil La Côte Langenthal Locarno Lodrino Lommis Luzern-Beromünster Mollis Montricher Neuchâtel Môtiers Münster Olten Rarogne Reichenbach Saanen Schaffhausen Schänis Sitterdorf Speck-Fehraltorf St. Stephan Thoune Triengen Wangen-Lachen Winterthur Yverdon-les-Bains Zweisimmen |
| 20 km1:1 107 000 |

## Histoire
Depuis 1947 l'Ajoie était desservie par le champ d'aviation de Courtedoux-Porrentruy (code OACI LSZY), qui ne disposait que d'une piste en herbe. Dans les années 1980 des études ont été réalisées pour l'établissement d'une piste en dur de 800 m. Au début des années 1990 le choix est fait d'un nouvel emplacement, à Bressaucourt.
Le projet a rencontré de multiples oppositions de la part d'une partie de la population locale et d'associations environnementales (ProNatura et WWF), et la votation locale d'octobre 1995 n'a validé la procédure qu'à une faible majorité, confirmée en 2001 lors d'une deuxième votation communale par la population de Bressaucourt en faveur de l’aérodrome par 127 voix contre 121. Cette décision n'a pas empêché  les opposants de continuer leurs recours. Lors de l'enquète publique, en 2003, Quatre cents oppositions ont été formulées,. Déposée par un comité d'opposants, l'initiative populaire «Pour la protection des paysages bocagers jurassiens» a été balayée à hauteur de 57.9% le 24 février 2008. Elle a été refusée dans tous les districts du Canton du Jura. La participation a atteint 36.1%.
Le 1er juillet 2011 l'aérodrome régional du Jura est ouvert au trafic aérien après deux semaines d'ouverture réservés aux appareils y étant stationnés. Cette ouverture coïncide avec l'arrêt de l'exploitation de l'aérodrome de Courtedoux.
Ces premiers vols entrainent de nouvelles protestations de riverains qui se plaignent de nuisances sonores,.
Les débuts financier de l'aérodrome sont difficiles à cause des dettes contractées pour pouvoir assumer un coût de construction plus important que prévu.
L'aérodrome est inauguré officiellement deux ans plus tard, le 7 septembre 2013, après que les finances de l'installation ont été assainies.
La Société Coopérative Aérodrome du Jura (SCAJ) qui gère le site reçoit le 13 octobre 2011 le "Group Diploma of Honour" de la part de la Fédération Aéronautique Internationale.
En 2015, l'aérodrome régional du Jura est déclaré conforme aux exigences des différents organismes de l'aviation civile en Suisse et à l'international. Il est le 12e site certifié en Suisse.
Aerosuisse, fédération faîtière de l'aéronautique et l'aérospatiale suisses, décerne l' "Aerosuisse Award 2016" le 13 octobre 2016 à la SCAJ. Le jury d’Aerosuisse a entre autres récompensé les promoteurs de cet établissement jurassien pour leur persévérance.

## Installations
L’aérodrome dispose d’une piste en asphalte orientée est-ouest (07/25), longue de 800 mètres et large de 18 mètres.
Une aire de stationnement en bitume d'une capacité d'une douzaine d'avions est disponible, à laquelle s'ajoute un parking de transit avec deux emplacements.